# Ulivo - Schieramento Democratico
Ulivo - Schieramento Democratico (in greco Ελιά - Δημοκρατική Παράταξη?, Elia - Dīmokratikī Parataxī) fu una coalizione di partiti politici greci costituitasi in occasione delle elezioni europee del 2014; un'alleanza analoga venne riproposta alle elezioni parlamentari del settembre 2015, quando fu presentata la lista Schieramento Democratico (Δημοκρατική Παράταξη).

## Storia

### Origini
L'idea di un'alleanza tra le diverse forze di centrosinistra greche, sul modello de L'Ulivo italiano (1995-2007), è stata lanciata nell'ottobre 2013 tramite un appello sottoscritto da cinquantanove intellettuali, tra cui gli scrittori Petros Markarīs e Sōtī Triantafyllou e il cantante Nikos Portokaloglou.
L'appello è stato raccolto da Euaggelos Venizelos, leader del Movimento Socialista Panellenico (PASOK) e Ministro degli Esteri, e ha portato alla nascita nel marzo 2014 dell'Ulivo, un'alleanza tra il PASOK e altri piccoli partiti di centrosinistra (tra cui Accordo per la Nuova Grecia dell'ex ministro Andreas Loverdos) in vista delle imminenti elezioni europee.
All'alleanza hanno preso parte:
- Movimento Socialista Panellenico (Πανελλήνιο Σοσιαλιστικό Κίνημα - PASOK);
- Accordo per la Nuova Grecia (Συμφωνία για τη Νέα Ελλάδα);
- Grecia Dinamica (Δυναμική Ελλάδα);
- Nuovi Riformisti (Νέοι Μεταρρυθμιστές);
- Sinistra Riformista (Μεταρρυθμιστική Αριστερά);
- Politeia 2012 (Πολιτεία 2012);
- Iniziativa B (Πρωτοβουλία Β).

La lista ha raggiunto l'8% dei consensi a livello nazionale, eleggendo due parlamentari europei, Eua Kailī e Nikos Androulakīs, entrambi del PASOK.

### Le elezioni parlamentari del settembre 2015
In occasione delle elezioni del settembre 2015, le due principali forze di centro-sinistra, ossia Movimento Socialista Panellenico e Sinistra Democratica, hanno rilanciato l'alleanza: la nuova coalizione, designata Schieramento Democratico, ha ottenuto il 6,29% dei voti e 17 seggi.

## Risultati elettorali
| Elezione                         | Voti                             | %                                | Seggi                            |
| Ulivo - Schieramento Democratico | Ulivo - Schieramento Democratico | Ulivo - Schieramento Democratico | Ulivo - Schieramento Democratico |
| -------------------------------- | -------------------------------- | -------------------------------- | -------------------------------- |
| Europee 2014                     | 457.573                          | 8,02                             | 2 / 21                           |
| Schieramento Democratico         |                                  |                                  |                                  |
| Parlamentari 2015 (Sett.)        | 341.732                          | 6,29                             | 17 / 300                         |